# Knick Knack
Knick Knack er en computeranimeret kortfilm fra Pixar, der blev udgivet i 1989. Kortfilmen var instrueret af John Lasseter.

## Handling
En snemand, der er fanget inde i en snekugle (kaldet Knick) vil rigtig gerne hen til en pæn "Sunny Miami"-nipsting, i den anden ende af hylden. Knick forsøger mange forskellige ting for at komme ud af snekuglen, og da det endelig lykkedes ham at komme ud, falder han ned i en fiskebowle. Han bliver et kort øjeblik rasende indtil han får øje på en "Sunny Atlantis"-havfrue-nipsting, og Knick forsøger øjeblikket lidt at løbe/svømme hen til hende. I samme øjeblik falder Knicks snekugle ned over ham og fanger ham igen. 

## Versioner
Kortfilmen er blevet udgivet i to versioner, og de har begge været vist i 3D og 2D. 
Det blev oprindeligt vist i 3D i 1988 ved et animationsshow. Den helt originale version blev vist før Walt Disneys Tiny Toy Stories og også før Toy Story Deluxe CAV Laserdisc Edition, men begge disse er ude af salg. 
Filmen blev fuldstændig ombygget og omstruktureret før dens premiere i biograferne, før Find Nemo. Til denne version fik både "Miami" og "Atlantis"-nipstingene en brystreduktion og havfruen fik i stedet for et par søstjerne, en bh på, højest sandsynlig for at gøre filmen mere familievenlig.

## Anmeldelse
I 1990, vandt kortfilmen en Best Short Film award ved Seattle International Film Festival og i 2001 udvalgte Terry Gilliam filmen som en af de ti bedste film igennem tiden.

## Eksterne links
- Information at Pixar's site Arkiveret 15. december 2007 hos  Wayback Machine
- Knick Knack på Internet Movie Database (engelsk)
- Knick Knack på Filmdatabasen
- Knick Knack i Svensk Filmdatabas (svensk)
- Knick Knack på AlloCiné (fransk)
- Knick Knack på MovieMeter (nederlandsk)
- Knick Knack på AllMovie (engelsk)
- Knick Knack på Turner Classic Movies (engelsk)
- Knick Knack på The Movie Database (engelsk)
- Knick Knack på Rotten Tomatoes (engelsk)
- Knick Knack på Filmaffinity (engelsk)
- The Big Cartoon DataBase entry for Knick Knack